# نرسی گرگیا
واختانگ نرسی کُرکیا (معروف به نرسی کُرکیا) (زاده ۲۷ خرداد ۱۳۱۷ تهران – درگذشته ۳۰ مهر ۱۳۸۵ تهران) هنرپیشه ایرانی بود.
نرسی کُرکیا با فیلم زمین تلخ وارد دنیای سینما شد. پس از انقلاب مدتی در سینما حضور نداشت، اما با فیلم تیغ و ابریشم دوباره به سینما بازگشت. در فیلم قسمت هم با همکاری جمشید هاشم‌پور و تقی ظهوری هنرنمایی کرد.

## کارنامهٔ هنری

### سینما
- آتش‌بس (۱۳۸۴)
- شغال (۱۳۸۴)
- دختری در قفس (۱۳۸۱)
- اعاده امنیت (۱۳۷۴)
- دام (۱۳۷۴)
- دشمن (۱۳۷۴)
- قانون (۱۳۷۴)
- گریز از مرگ (۱۳۷۴)
- حامی (۱۳۷۳)
- آشیانه (۱۳۷۲)
- آنها هیچ‌کس را دوست ندارند (۱۳۷۲)
- پادزهر (۱۳۷۲)
- افعی (۱۳۷۱)
- بندر مه‌آلود (۱۳۷۱)
- پرواز را به خاطر بسپار (۱۳۷۱)
- تبعیدی‌ها (۱۳۷۰)
- چاووش (۱۳۶۹)
- گالان (۱۳۶۹)
- دندان مار (۱۳۶۸)
- سرب (۱۳۶۷)
- هی جو (۱۳۶۷)
- محکومین (۱۳۶۶)
- تشکیلات (۱۳۶۵)
- تیغ و ابریشم (۱۳۶۴)
- جایزه (۱۳۵۵)
- ستیز (۱۳۵۵)
- غیرت (۱۳۵۵)
- راننده اجباری (۱۳۵۴)
- کمین (۱۳۵۴)
- ابرمرد (۱۳۵۳)
- گلنسا در پاریس (۱۳۵۳)
- مواظب کلات باش (۱۳۵۳)
- بلند پرواز (۱۳۵۲)
- قربون زن ایرونی (۱۳۵۲)
- علی سورچی (۱۳۵۱)
- فاتح دل‌ها (۱۳۵۱)
- فرار از زندگی (۱۳۵۱)
- جان‌سخت (۱۳۵۰)
- خوشگل محله (۱۳۵۰)
- رعد و برق (۱۳۵۰)
- شکار انسان (۱۳۵۰)
- مبارزه با شیطان (۱۳۵۰)
- آدم و حوا (۱۳۴۹)
- بارگاه شیطان (۱۳۴۹)
- حسن فرفره (۱۳۴۹)
- خشم عقاب‌ها (۱۳۴۹)
- قسمت (۱۳۴۹)
- کوچه مردها (۱۳۴۹)
- مالک دوزخ (۱۳۴۸)
- دلاور دوران (۱۳۴۷)
- شاهراه زندگی (۱۳۴۷)
- شب فرشتگان (۱۳۴۷)
- کشتی نوح (۱۳۴۷)
- الماس ۳۳ (۱۳۴۶)
- در جستجوی تبهکاران (۱۳۴۶)
- بی‌عشق هرگز (۱۳۴۵)
- عصیان (۱۳۴۵)
- ببر کوهستان (۱۳۴۴)
- عشق و انتقام (۱۳۴۴)
- زمین تلخ (۱۳۴۱)

### تلویزیون
تله‌فیلم
- گره شانس [۲] (۱۳۷۴)  رحیم محمدی  [به سفارش اداره کار استان زنجان]

مجموعه تلویزیونی
- بخش چهار جراحی (۱۳۶۷) مسعود فروتن
- ماجرا[۳] (۱۳۷۰)  سیاوش دولت‌سرایی
- گزارش، نقطه صفر (۱۳۷۱) محسن شاه محمدی
- ضلع ششم (۱۳۷۳) مسعود فروتن
- وکلای جوان  (۱۳۷۴) بهرام کاظمی
- تازیانه بر باد (۱۳۷۴) اکبر صادقی
- قصه شب سیما (۱۳۷۵) مسعود فروتن [اپیزود زندگی تازه]
- بیابان عشق (۱۳۸۰) هوشنگ هدایتی [سیمای خانواده شبکه یک]
- ما چند نفر (۱۳۸۵) فیاض موسوی

## درگذشت
واختانگ نرسی کُرکیا روز یک شنبه ۳۰ مهر ۱۳۸۵ به علت عارضه قلبی درگذشت.